# オニクス・ORE1
オニクス・ORE1 (Onyx ORE1) は、アラン・ジェンキンスによって設計されたF1マシンで、1989年から1990年にかけてオニクス・グランプリによって使用された。

## 概要
国際F3000選手権でマーチ製シャシーのワークス格としてタイトル獲得の経験をもつオニクス・レースエンジニアリングが、エンジンが自然吸気エンジンのみにレギュレーション変更されイコールコンディション化したタイミングを機にF1へのステップアップを図り、独自シャシーを製作して1989年のF1世界選手権へ参戦することを決定。エンジンはブライアン・ハートチューンによるフォード・コスワース・DFRを搭載した。チームはオリジナルスタッフであるマイク・アールを代表に、ポール・シェイクスピアとジョー・シャンパーレインの3名を主要スタッフとして運営された。マイク・アールはマクラーレンのロン・デニスと非常に親密な間柄で、オニクスはマクラーレンのジュニアチームとして運営される将来像があった。このためF3000時代からオニクスチームのタイトルスポンサーだったマールボロ（マクラーレンのタイトルスポンサーでもある）からの支援継続は決定事項であり、当面の開発資金の心配はなかった。この経緯からドライバーはマールボロドライバーから候補となり、F3000で所属していたステファノ・モデナやエマニュエル・ピッロなどの候補の他、ミケーレ・アルボレート、J.J.レートとも1988年中に交渉が持たれた。
マシンデザイナーは元マクラーレンのアラン・ジェンキンスと契約し、1988年夏からORE1の設計が開始された。ORE1はジェンキンスにとって自分が責任者として製作する初のF1マシンであった。
1988年12月末、No.1ドライバーはデニスからの推挙とマールボロドライバーでもある元マクラーレンのステファン・ヨハンソンと契約。セカンドシートの決定は2月になり、同じくマールボロ・ドライバーであり、タイトルスポンサー「マネートロン」を仲介することができたF3000ドライバーベルトラン・ガショーを起用することとなった。マールボロに加えてマネートロンからの資金を合せた総額は900万ポンド（約20億円）とされ、当時の新規参戦チームとしては十分な資金を持つ体制となった。これによりタイヤは他の新規参戦チームの多くが選択したピレリではなく、ピレリより高額であったがグッドイヤーと契約することができた。

## 開発
ジェンキンスをチーフに、マシンのデザインはすべてコンピュータで管理されたCAD/CAMシステムを使って行われた。コンピュータ本体とプログラムはIDA社が提供。空力テストはインペリアル大学の風洞で行われた。ジェンキンスはマクラーレンでジョン・バーナードをボスとするMP4シリーズの設計アシストを7年間務めており、ORE1のノーズセクションが細身ながら角ばっている形状なのはMP4シリーズのモノコック断面形状から影響を受けている。
チームは独自の横置き式6速ギアボックスを製作し、これをウィリアムズのミッションケースも製作しているケント社製のミッションケースに格納した。ダンパーもオニクスの自製で、フロントダンパーはフロントノーズ上面（ドライバーの足の上）に左右別々にダンパー用の小部屋を設け、そこにダンパー一式を収納し薄いパネルでカバー、プッシュロッドで機能させるという独自の特徴を持つ方法が採られた。後輪のサスはプルロッドで、シャシーはシーズン中の改良などの設計変更に対応できるよう2ピース構造であった。
細部の空力にはレイトンハウス・マーチでエイドリアン・ニューウェイが前年に取り入れていた、アンダーパネルからモノコックへとつながるラインをただ直角に乗せるのではなく、アンダーパネルの端部を曲面に仕上げてモノコックにスムーズなラインで繋げる細かな工夫がされていた。

### 1989年シーズン
ORE1の完成は開幕戦ブラジルGPの直前になっても間に合わず、未完成のままパーツとして現地に持ち込まれる状況で、ネルソン・ピケ・サーキット近郊のカートコースで組み立てとシェイクダウンを行うことがブラジルを訪れた主な目的となっていた。本来であればイギリスでORE1の完成したあとにファクトリーのあるリトルハンプトンの近所に住んでいたジョン・ワトソンに乗ってもらい、新車ORE1の評価をしてもらう予定であったが、完成の遅れによりワトソンの立場はアドバイザー的な役割で終わった。
ブラジルGPが開幕し、金曜朝に行われた開幕戦の予備予選では、ヨハンソンが5周、ガショーが6周のみの走行しかできず、2台が予備予選の最下位となる12位と13位に並ぶという一番下からのスタートとなったが、そのブルーに白とピンクのストライプが施されたカラーリングと、メス型成形による細身のカーボンファイバーモノコックや、フロントサスまわりのカバーパーツの合いの良さなど、ホンダF1監督の後藤治やレイトンハウスの安川実がわざわざオニクスのピットにマシンを見にくる様子が報じられるなど、細部の仕上げの美しさも持つマシンであった。
初期トラブルの発生によりまともに戦える状況になるまで数戦を要したが、第3戦終了後にポール・リカール・サーキットでほぼ全チームが参加して行われた合同テストではガショー4位、ヨハンソン6位となる好タイムを出し、そのポテンシャルを披露した。直後に行われた第4戦メキシコGPではヨハンソンが予備予選を初通過し、土曜の午前走行で6位タイムを記録するなど好調を維持。チームのF1初出走となった決勝レースではミッショントラブルでリタイヤするまで10位を走行。レース後にヨハンソンは「21位の予選グリッドから、前にいた車をどんどん抜けたし、速いマシンたちとも一緒に走ったからポテンシャルがようやくはっきりつかめた。ロータスやベネトン、予備予選でいつもトップのブラバムをコース上で抜けたのはチームが勇気づけられたよ。」とORE1に手ごたえを掴んだ実戦デビューとなった。続く第5戦デトロイトGPでもサスペンショントラブルでリタイヤするまでは7位を走行。第7戦フランスGPではガショーも予選通過に成功し初の2台揃っての決勝スタートを迎え、ヨハンソンが決勝5位に入賞しオニクス初となるポイント獲得に成功。ガショーも13位でF1初完走を果たした。初参戦チームには厳しい条件であった予備予選の通過に失敗することもあり、DNQとなるグランプリもいくつかあったが、第13戦ポルトガルGPでは、ヨハンソンが決勝でタイヤを交換せずにタイヤラバーが一部無くなる状況で走り通すレース巧者ぶりを見せ3位でゴールし、予備予選組として驚異的な表彰台獲得を達成した。これはオニクス・チームとORE1にとっての最高成績となった。このポルトガルGPからはガショーに代わってフィンランドの新鋭J.J.レートがORE1をドライブ。レートは豪雨となった最終戦オーストラリアGPで5位まで浮上する走りを見せた。しかし雨による水量が多く電気系統にトラブルが発生、エンジンストップによりポイント獲得を逃した。なお、同シーズンのポールリカールで行われた合同テストでは、国際F3000でJ.J.レートのチームメイトとしてパシフィック・レーシングでコンビを組んでいたエディ・アーバインもORE1をテストドライブしている。
ヨハンソンはORE1について、「チームがF1での経験不足なので、走っていて急にノーズコーンが外れて落ちてしまうなど驚くようなトラブルもあったが、マシンの基本素性は良かった。チームにマシンを理解できているエンジニアがもう何人かいてくれたらもっとよかったと思う。マシンの走行中の車高がどういう意味を持つかを理解できている人がオニクスのピットには少なかった。」と述べている。
'89シーズン終了後、メインスポンサー「マネートロン」のオーナーであるバン・ロッセムがポルシェV12エンジンの獲得失敗によりF1への興味を失ったとしてスポンサーから撤退。チームは一転して資金難となり、身売り説が出る状態まで状況が急速に悪化。ニューマシンを手掛ける予算は無く、翌1990年もORE1を引き続き使用することになった。

### 1990年シーズン
1990年は、前年終盤に引き続きヨハンソンとJ.J.レートの二人で開幕戦を迎えた。マシンはORE1Bと表現されていたが、資金難により前年からのアップデートがなく、変更されていたのはフロントウィングのエンドプレート形状のほかには確認されなかった。この状況で開幕から2戦は二台とも予選を通過することはできなかった。
第2戦ブラジルGP終了後、オニクス・グランプリはスイスの投資家グループに売却され、マイク・アールら主要スタッフとデザイナーのアラン・ジェンキンスはチームを離脱。主要デザインスタッフのデイブ・エイミーもチームを追われ、ドライバーのヨハンソンとの契約は新経営陣によって一方的に解除された。代わって新たにスイス人ドライバーのグレガー・フォイテク(父のカール・フォイテクが新出資者であった)が加入。マシンはそれまでピンクだったストライプ部がライトグリーンへとカラー変更を受け、エンジンチューナーもブライアン・ハートだったものがスイスのハイニ・マーダーへと変更が強行された。レートは第3戦サンマリノGPで初完走（12位）したが、新オーナーとなったペーター・モンテベルディ（スイスの高級車メーカー「モンテヴェルディ」創業者）と、出資者カール・フォイテクの意向からグレガー・フォイテクに肩入れする体制となり、モンテベルディがイギリスのファクトリーを自身の本拠であるスイスに移転すると強硬に主張したことから、元々いた多くのイギリス人スタッフがチームを離れた影響でトランスミッションをまともに組めるメカニックが存在しないという弱体化の一途をたどった。後は5度の予選落ちと4度のリタイアという状況の中、ドイツGPからはチーム名を「モンテヴェルディ・オニクス｣に変更。第10戦ハンガリーGP後の8月15日に行われたモンツア合同テストでは、エンジニアとメカの人数不足からまともに走行する事が出来ず、危険を感じるようになったレートの個人マネージャであるケケ・ロズベルグは、このテスト後に見切りをつけてレートとともにモンテベルディ・オニクスから離脱した。フォイテク家も同様の理由でチームから離脱し、資金と両ドライバーを失ったチームは最終戦までグランプリを戦うことなく消滅した。最後はオーナーのモンテベルディが「私はレーシングカーを設計した経験もあるし、エンジニアを兼務することもできる。」と発言。マシンカラーもスイス国旗をモチーフとした赤と白へと変更されていた。

## 保存車両
スイスにあるモンテベルディ自動車博物館にはオニクス・ORE1が展示保存されている。

## F1における全成績
(key) （太字はポールポジション、斜体はファステストラップ）
| 年     | シャシー        | エンジン      | タイヤ | ドライバー                                                               | 1    | 2    | 3    | 4    | 5    | 6    | 7   | 8    | 9   | 10  | 11  | 12   | 13   | 14   | 15   | 16   | ポイント | 順位 |
| ------ | --------------- | ------------- | ------ | ------------------------------------------------------------------------ | ---- | ---- | ---- | ---- | ---- | ---- | --- | ---- | --- | --- | --- | ---- | ---- | ---- | ---- | ---- | -------- | ---- |
| 1989年 | オニクス・ORE1  | コスワースDFR | G      |                                                                          | BRA  | SMR  | MON  | MEX  | USA  | CAN  | FRA | GBR  | GER | HUN | BEL | ITA  | POR  | ESP  | JPN  | AUS  | 6        | 10   |
| 1989年 | オニクス・ORE1  | コスワースDFR | G      | ステファン・ヨハンソン                                                   | DNPQ | DNPQ | DNPQ | Ret  | Ret  | DSQ  | 5   | DNPQ | Ret | Ret | 8   | DNPQ | 3    | DNPQ | DNPQ | DNPQ | 6        | 10   |
| 1989年 | オニクス・ORE1  | コスワースDFR | G      | ベルトラン・ガショー（12戦まで）、J.J.レート（13戦から）                 | DNPQ | DNPQ | DNPQ | DNPQ | DNPQ | DNPQ | 13  | 12   | DNQ | Ret | Ret | Ret  | DNPQ | Ret  | DNPQ | Ret  | 6        | 10   |
| 1990年 | オニクス・ORE1B | コスワースDFR | G      |                                                                          | USA  | BRA  | SMR  | MON  | CAN  | MEX  | FRA | GBR  | GER | HUN | BEL | ITA  | POR  | ESP  | JPN  | AUS  | 0        | -    |
| 1990年 | オニクス・ORE1B | コスワースDFR | G      | ステファン・ヨハンソン（2戦まで）、グレガー・フォイテク(3戦から10戦まで) | DNQ  | DNQ  | Ret  | 7    | Ret  | 15   | DNQ | DNQ  | Ret | DNQ |     |      |      |      |      |      | 0        | -    |
| 1990年 | オニクス・ORE1B | コスワースDFR | G      | J.J.レート                                                               | DNQ  | DNQ  | 12   | Ret  | Ret  | Ret  | DNQ | DNQ  | NC  | DNQ |     |      |      |      |      |      | 0        | -    |

1989年
- コンストラクターズランキング10位。
- ドライバーズランキング11位：ステファン・ヨハンソン（予選最高位12位1回 決勝最高位3位1回）
- ドライバーズランキング-位：ベルトラン・ガショー（予選最高位11位1回 決勝最高位12位1回） - 第12戦まで参戦
- ドライバーズランキング-位：J.J.レート（予選最高位17位2回） - 第13戦以降参戦

1990年
- コンストラクターズランキング-位。
- ドライバーズランキング-位：ステファン・ヨハンソン（全戦予選落ち） - 第2戦まで参戦
- ドライバーズランキング-位：グレガー・フォイテク（予選最高位20位1回 決勝最高位7位1回） - 第3戦以降参戦
- ドライバーズランキング-位：J.J.レート（予選最高位22位1回 決勝最高位12位1回）